# Uwe Buchtmann
Uwe Buchtmann (Herford, 7 de abril de 1968) es un deportista alemán que compitió para la RFA en ciclismo en la modalidad de pista, especialista en la prueba de tándem.
Ganó dos medallas en el Campeonato Mundial de Ciclismo en Pista, plata en 1988 y bronce en 1990.

## Medallero internacional
| Campeonato Mundial | Campeonato Mundial | Campeonato Mundial | Campeonato Mundial |
| Año                | Lugar              | Medalla            | Competición        |
| ------------------ | ------------------ | ------------------ | ------------------ |
| 1988               | Gante (Bélgica)    | Medalla de plata   | Tándem (A)         |
| 1990               | Maebashi (Japón)   | Medalla de bronce  | Tándem (A)         |